# Madame du Barry
Jeanne Bécu, condesa du Barry (19 de agosto de 1743-8 de diciembre de 1793), conocida como Madame du Barry, fue una cortesana francesa y la última amante oficial de Luis XV de Francia.

## Biografía

### Primeros años
Jeanne Bécu nació el 19 de agosto de 1743 en Vaucouleurs (actual departamento de Mosa), en la región de Lorena, Francia, hija ilegítima de Anne Bécu, costurera de profesión. El padre de Jeanne fue posiblemente Jean Jacques Gomard, un fraile conocido como «frère Ange» («hermano Ange»).
Durante su infancia, un conocido y probable amante de su madre, Monsieur Billiard-Dumonceaux, posible padre del medio hermano de Jeanne, Claude (muerto a los diez meses de vida), tomó a Anne y a Jeanne, quien por entonces tenía tres años, bajo su cuidado cuando se trasladaron de Vaucouleurs a París, estableciéndose Anne como cocinera en la casa de la amante italiana de Dumonceaux, Francesca, contando la pequeña Jeanne con su aprecio y creciendo rodeada de lujos. Por su parte, Dumonceaux se ocupó de que Jeanne fuese educada en el convento de Saint-Aure. A la edad de quince años, Jeanne abandonó el convento por haber alcanzado la mayoría de edad. Por alguna razón (posiblemente debido a los celos de la amante de Dumonceaux por la belleza de Jeanne o al renovado interés de este por Anne), tanto madre como hija fueron expulsadas de la residencia de Francesca, mudándose ambas a la pequeña casa del esposo de Anne, Nicolas Rançon. Jeanne se vio obligada a obtener ingresos por su cuenta para poder sobrevivir, motivo por el cual se dedicó a vender baratijas en las peores calles de París. Con el tiempo, Jeanne ejerció otras profesiones; recibió una oferta para trabajar como ayudante de un joven peluquero llamado Lametz, con quien mantuvo una breve relación producto de la cual, supuestamente, nació una niña, si bien esto último es altamente improbable. Mediante la ayuda, posiblemente, del hermano de su supuesto padre, Jeanne consiguió un empleo como dama de compañía de una viuda anciana, Madame de la Garde, si bien fue despedida cuando su juventud y belleza empezaron a enturbiar los asuntos matrimoniales de los dos hijos de la Garde. Posteriormente, Jeanne trabajó como dependienta en una mercería llamada À la Toilette, propiedad de Madame Labille y dirigida por su esposo. La hija de Labille, la futura pintora Adélaïde Labille-Guiard, se convirtió en amiga de Jeanne.
Tal y como se muestra en el arte de la época, Jeanne era una mujer rubia de pelo rizo, ojos azules y gran atractivo físico. Su belleza llamó la atención de Jean-Baptiste du Barry, proxeneta de lujo, apodado «le roué» («el astuto»). Du Barry, quien era propietario de una sala de juegos, conoció a Jeanne cuando esta se encontraba trabajando en el casino y a la vez burdel de Madame Quisnoy. Jeanne, quien se presentó ante él como Jeanne Vaubernier, fue instalada por du Barry en su casa, convirtiéndose en su amante. Con el apelativo de Mademoiselle Lange, du Barry ayudó a establecer la carrera de Jeanne como cortesana (prostituta de lujo) en las más altas esferas de la sociedad parisina, lo que permitió a esta tener clientes y amantes pertenecientes a la aristocracia.

### Amante de Luis XV

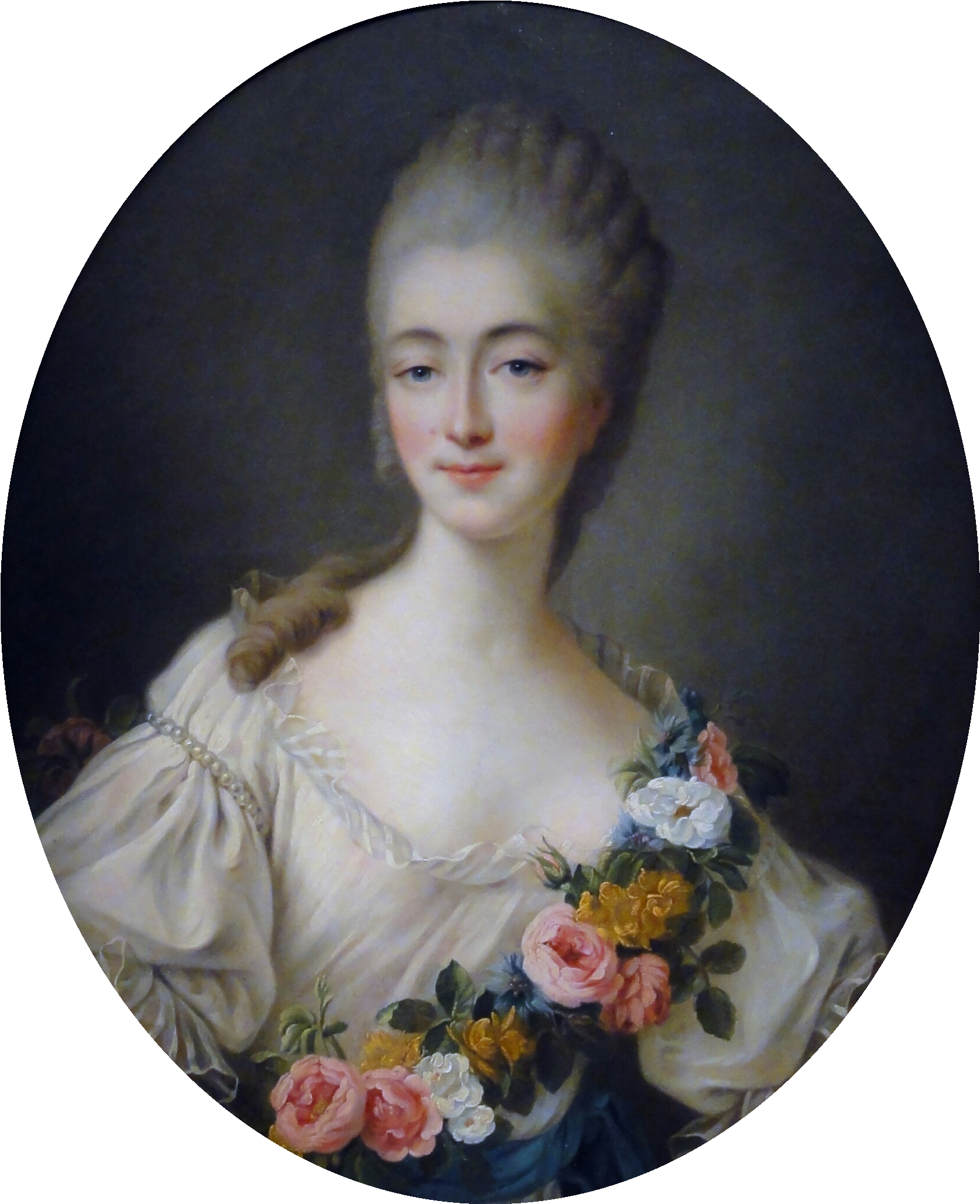
Retrato de Madame du Barry representada como Flora, por François-Hubert Drouais (1769).

Bajo la identidad de Mademoiselle Lange, Jeanne se convirtió de inmediato en toda una sensación en París, contando con una larga lista de clientes aristocráticos, entre ellos ministros y cortesanos de Luis XV. Louis François Armand de Vignerot du Plessis, duque de Richelieu, se convirtió en uno de sus amantes, lo que hizo que du Barry empezase a ver a Jeanne como un elemento influenciable sobre Luis XV, quien la conoció en 1768 durante una breve misión en el Palacio de Versalles. Dicha misión involucraba a Étienne François, duque de Choiseul, quien en contraste con lo que la mayoría de hombres pensaban de ella, encontró a Jeanne ordinaria y vulgar. De todos modos, Jeanne no podía optar al puesto de maîtresse-en-titre (amante oficial) mientras no tuviese un título nobiliario, lo cual se solventó con su matrimonio el 1 de septiembre de 1768 con el hermano de du Barry, el conde Guillaume du Barry. La ceremonia incluyó un falso certificado de nacimiento elaborado por el propio Jean du Barry con el fin de hacer a Jeanne tres años más joven además de otorgarle un falso linaje perteneciente a la nobleza. Jeanne fue instalada de inmediato encima de los apartamentos de Luis XV, en las habitaciones de Dominique Guillaume Lebel, sirviente del rey fallecido aquel año. Jeanne llevó una vida solitaria, incapaz de poder ser vista con el rey debido a que todavía no se había producido una presentación formal. Muy pocos o ningún miembro de la nobleza quería acercarse a ella puesto que resultaba inaceptable que una mujer de la calle tuviese la astucia de mezclarse entre personas con poder y prosperar para llegar a ser como ellas. El conde du Barry, molesto con esta situación, pedía constantemente a Jeanne que hablase con el rey para que este la presentase en sociedad. Luis XV, por su parte, pidió a Jeanne encontrar una mujer dispuesta a amadrinarla, encargándose Richelieu del cometido. Después de que muchas mujeres interesadas demandasen un precio demasiado alto, su madrina oficial, Madame de Béarn, aceptó el encargo después de que sus deudas de juego fuesen pagadas. En el momento en que la presentación iba a tener lugar, de Béarn entró en pánico y fingió sufrir un esguince en el tobillo. En una segunda ocasión, la presentación debió suspenderse después de que el rey se rompiese el brazo al caer de su caballo durante una partida de caza. Finalmente, Jeanne fue presentada ante la corte de Versalles el 22 de abril de 1769, ocasión largamente esperada por la multitud agolpada a las puertas del palacio y por los cortesanos reunidos en la Galería de los Espejos. Jeanne fue descrita llevando un vestido blanco plateado brocado con oro, encargado por Richelieu específicamente para ella. Del mismo modo, apareció ante la corte engalanada con joyas enviadas por el rey la noche anterior, portando además un gran tontillo. Así mismo, Jeanne lució un elaborado peinado, siendo esta la causa de su llegada tardía a la ceremonia de presentación.

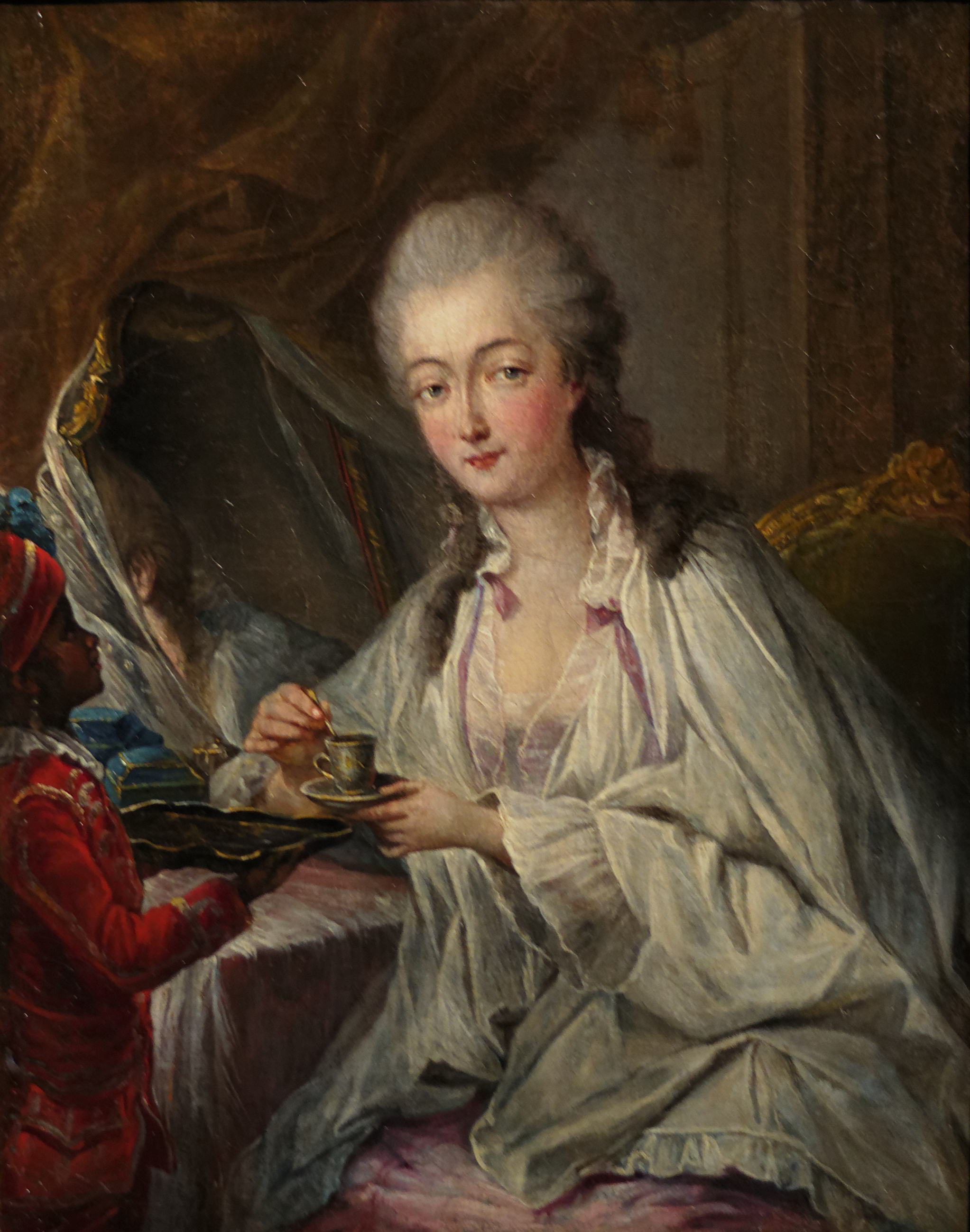
Retrato de Madame du Barry y su esclavo Zamor, por Auguste de Creuse (copia de 1838).

Jeanne entabló amistad en primer lugar con Claire Françoise, más conocida como «Chon», traída desde Languedoc por su hermano Jean du Barry para que acompañase a su cuñada, sirviendo además como tutora de Jeanne con el fin de ayudarla a dejar atrás su pasado como campesina y comportarse como una dama de la corte. Posteriormente, Jeanne se hizo amiga de Anne Marguerite Gabrielle de Beauveau-Craon. Con el tiempo, varias mujeres de la nobleza fueron sobornadas para entrar a formar parte de su corte. Jeanne se acostumbró rápidamente a vivir rodeada de lujos (de los cuales no había vuelto a disfrutar desde su etapa en la residencia de la amante de Dumonceaux). Luis XV incluso le regaló un esclavo bantú, Zamor, a quien Jeanne solía vestir con elegantes prendas para presumir de él. De acuerdo con Stanley Loomis, la rutina diaria de Jeanne empezaba a las 9:00 horas, cuando Zamor le llevaba una taza de chocolate. Posteriormente, Jeanne era vestida con un traje de su elección y le eran colocadas sus joyas. Después, Nokelle, su peluquero para eventos especiales, o Berline para el resto de ocasiones, empolvaban y rizaban su cabello. Acto seguido, Jeanne recibía a amigos, modistos, joyeros y artistas los cuales le mostraban sus nuevos productos con la esperanza de que estuviese interesada en adquirir algunos de ellos. Pese a ser extravagante, Jeanne era una mujer de buenos sentimientos. Cuando el conde y la condesa de Lousene fueron desahuciados de su castillo debido a sus deudas, fueron condenados a morir decapitados después de que la condesa disparase mortalmente a un alguacil y a un oficial de policía durante el desalojo. Ambos eran amigos de Madame de Béarn, quien informó a Jeanne de su situación. Pese a ser advertida por Richelieu de que su maniobra podía suponer un paso en falso, Jeanne solicitó al rey que les otorgase su perdón, negándose a levantarse tras haberse puesto de rodillas si el monarca no aceptaba su petición. Luis XV se sintió conmovido por este gesto, declarando lo siguiente: «¡Madame, estoy encantado de que el primer favor que me pidáis sea un acto de misericordia!». Un segundo acto similar a este ocurrió cuando Jeanne recibió la visita de Monsieur Mandeville, quien le pidió clemencia en nombre de una joven condenada a la horca por cometer infanticidio al haber dado a luz a un niño muerto sin haber informado a las autoridades de ello. Jeanne escribió una carta al canciller de Francia, quien le otorgó el perdón.
Jeanne solía lucir extravagantes joyas y costosos trajes los cuales eran sufragados por el tesoro real, siéndole otorgadas, además, dos propiedades ubicadas en Louveciennes y Saint-Vrain respectivamente. Gracias a su nueva posición, Jeanne se ganó la amistad de muchos miembros de la corte así como el beneplácito de importantes personalidades, como Voltaire, quien en respuesta a los dos besos que Jeanne le envió en una carta, le escribió un cuarteto:

¡Cuánto, dos besos al final de la vida!

¡Qué pasaporte os dignáis enviarme!
Dos es mucho, uno adorable Egeria

Yo moriré de placer con el primero.

No obstante, Jeanne también se forjó poderosos enemigos. Su más acérrima rival era Beatriz de Choiseul-Stainville, duquesa de Gramont y hermana de Choiseul, quien había intentado en vano ocupar el lugar de Madame de Pompadour, la anterior amante del rey, aunque según Diane-Adélaïde de Mailly, Beatriz hubiera despreciado a Jeanne aún sin motivo. Desde un principio, la duquesa de Gramont había conspirado con su hermano para expulsar a Jeanne de la corte, llegando incluso a manchar su nombre y el del rey mediante difamaciones publicadas en panfletos, como los libelos de carácter pornográfico L’Apprentissage d’une fille de modes y L’Apothéose du roi Pétaud.
Con el tiempo, Jeanne empezó a establecer lazos con Manuel Armando de Vignerot du Plessis, duque de Aiguillon y sobrino de Richelieu, quien se unió a ella en su lucha contra el duque de Choiseul. A medida que el poder de Jeanne se incrementaba, Choiseul empezaba a sentir que el suyo se desvanecía, y en contra de los deseos de Luis XV tras la guerra de los Siete Años, el duque decidió que Francia era capaz de luchar de nuevo, por lo que se posicionó a favor de España contra Inglaterra por la posesión de las islas Malvinas. Cuando el clan du Barry tuvo conocimiento de esto, Jeanne expuso este asunto al rey, lo que provocó que en la Nochebuena de 1771 Choiseul fuese privado de su cargo como ministro y expulsado de la corte, siendo exiliado por orden del monarca al Château de Chanteloup junto con su esposa y su hermana.
Esta etapa constituyó la época dorada de Jeanne en Versalles. Consiguió librarse de Choiseul, mientras que Jean du Barry y su familia obtuvieron considerables beneficios gracias a su relación con Jeanne, cuya madre, convertida en marquesa de Montrabé, residía en un lujoso apartamento en el convento de Sainte-Élisabeth. El hecho de que Jeanne formase parte de la facción que derrocó el poder de Choiseul la hacía distinta de su predecesora Madame de Pompadour, quien tuvo pocos intereses políticos y prefirió pasar su tiempo ordenando nuevos vestidos y joyas, si bien el rey le permitía participar en reuniones de Estado. Una edición moderna de la obra Souvenirs de Madame Campan incluye la siguiente anécdota: en una ocasión, Luis XV confesó al duque de Noailles que con Madame du Barry había descubierto nuevos placeres, a lo que el duque respondió: «¡Señor, eso es porque Su Majestad nunca ha estado en un burdel!». Pese a que Jeanne era conocida por su buena voluntad y su apoyo a artistas, se convirtió en una mujer extremadamente impopular a causa de la financiación de sus considerables gastos por parte del rey. Jeanne estaba siempre endeudada a pesar del dinero que recibía mensualmente, llegando la cifra a ser en un determinado momento de hasta 3.000 libras.

### Relación con María Antonieta

Retrato de Madame du Barry, por Drouais (1770).

Su relación con María Antonieta, esposa del delfín de Francia (futuro rey Luis XVI), fue problemática. El primer encuentro entre ambas se produjo en una cena en el Château de la Muette el 15 de mayo de 1770, un día antes de la boda. Jeanne ostentaba el título de amante oficial desde hacía solo un año, por lo que se consideró que no sería incluida en la lista de invitados al enlace. María Antonieta advirtió la presencia de Jeanne, quien destacaba de entre la multitud por su apariencia extravagante y su elevado tono de voz. Anne d'Arpajon, condesa de Noailles, informó a la delfina de que la función de aquella dama en la corte era dar placer al rey, motivo por el cual María Antonieta, de catorce años en aquel entonces, declaró que sería su rival. La condesa de Provenza empezó a divulgar poco después el carácter explícito del placer que Jeanne proporcionaba al rey, lo que hizo que María Antonieta empezase a sentir odio hacia la amante real por su inmoralidad. Esta rivalidad se mantuvo por algún tiempo, especialmente desde que la delfina mostrase su apoyo a Choiseul como defensor de la alianza con Austria. María Antonieta desafió el protocolo de la corte al negar la palabra a Jeanne no solo por su pasado, sino también por un hecho del que tuvo conocimiento gracias al conde de Provenza. Durante una de las cenas organizadas por ella, Madame du Barry se mostró divertida ante una historia contada por el cardenal de Rohan en la que la madre de la delfina, la emperatriz María Teresa de Austria, era calumniada, lo que añadió mayor sentimiento de odio por parte de María Antonieta hacia Jeanne.
Madame du Barry, furiosa por la actitud de la delfina hacia ella, se quejó ante el rey, quien a su vez mostró sus quejas al embajador austriaco en Francia, el conde de Mercy, quien intentó mediar entre las dos. En un primer intento, el conde preparó un encuentro entre ambas el cual tendría lugar de noche y en presencia de toda la corte, quien, conocedora de este hecho, estaba presente la noche en cuestión para presenciar dicho acontecimiento. María Antonieta fue saludando una por una a todas las damas presentes, pero cuando se acercó a Madame du Barry, una de las hijas de Luis XV, la princesa Adelaida, instigadora junto a sus hermanas las princesas Sofía y Victoria del odio de la delfina hacia la amante real, tomó a María Antonieta del brazo y, con la excusa de que debían esperar al rey en sus aposentos, se la llevó de allí sin que pudiese hablar con Jeanne, quien se sintió humillada. Con la alianza franco-austriaca en peligro, y por consejo de su madre, durante un baile celebrado en el Año Nuevo de 1772, María Antonieta se dirigió por primera y única vez a Madame du Barry, pronunciando las siguientes palabras: «Hay, hoy, mucha gente en Versalles».

### El asunto del collar
En 1772, el rey Luis XV encargó a los joyeros Boehmer y Bassenge la elaboración de un suntuoso collar para Madame du Barry con un coste estimado en dos millones de libras. El collar, aún inacabado cuando se produjo la muerte del rey, terminaría luego por convertirse en el centro de un gran escándalo organizado por Jeanne de Valois-Saint-Rémy en el cual la reina María Antonieta sería falsamente acusada de haber sobornado al cardenal de Rohan para adquirir la joya en su nombre, un hecho que sería ampliamente divulgado al inicio de la Revolución francesa.

### Muerte de Luis XV y exilio
Con el paso del tiempo, Luis XV empezó a tomar conciencia de su edad y a pensar en la muerte y en el arrepentimiento, motivo por el cual comenzó a faltar a sus citas con Jeanne en su boudoir. Durante una de sus estancias en el Petit Trianon, el rey empezó a mostrar los primeros síntomas de viruela, siendo conducido de inmediato a palacio y acostado en su cama, junto a la cual permanecieron sus tres hijas y Madame du Barry. El 4 de mayo de 1774, Luis XV sugirió que Jeanne debía abandonar Versalles tanto para evitar que pudiese contagiarse como para poder confesarse y serle administrados los últimos ritos. Por expreso deseo del monarca, du Barry fue relegada de sus obligaciones por el doctor Lemonnier y llevada de inmediato a una propiedad suya ubicada en Aiguillon, cerca de Rueil-Malmaison. Tras la muerte del rey y la subida al trono de Luis XVI, María Antonieta hizo que su esposo exiliase a Jeanne en la abadía de Pont-aux-Dames, cerca de Meaux. Inicialmente, du Barry no fue bien recibida por las monjas, quienes conocían su pasado como amante real, si bien pronto se acostumbraron a su timidez y se aproximaron a ella, sobre todo la abadesa Madame de la Roche-Fontenelle.

### Vida posterior
Tras un año en el convento, Jeanne obtuvo permiso para visitar los terrenos circundantes bajo la condición de regresar a la abadía al atardecer. Un mes después se le concedió permiso para abandonar la abadía, si bien tenía prohibido acercarse a menos de diez millas de Versalles, lo que impidió a Jeanne regresar al Castillo de Louveciennes. Du Barry se las arregló para adquirir una propiedad perteneciente a la familia de la esposa del hijo menor de Madame de la Garde, a quien Jeanne había conocido en su adolescencia, mudándose dos años después a Louveciennes. En los siguientes años, Jeanne mantuvo una relación amorosa con Louis Hercule Timoléon de Cossé-Brissac, duque de Brissac, enamorándose posteriormente de Henry Seymour, a quien conoció cuando este se mudó con su familia a un castillo próximo al suyo. Con el tiempo, Seymour se aburrió de su relación con Jeanne y le envió una pintura con las palabras «dejadme solo» escritas en inglés en la parte inferior, siendo este cuadro copiado por Lemoyne en 1796. El duque de Brissac, no obstante, se mantuvo fiel a Jeanne pese a tener conocimiento de su aventura con Seymour. El 9 de septiembre de 1792, ya iniciada la Revolución francesa, de Brissac fue capturado y asesinado por una turbamulta. Aquella misma noche, du Barry oyó el sonido de una muchedumbre ebria aproximándose a su castillo. Tras asomarse a una ventana, alguien arrojó a través de la misma un bulto envuelto en un paño manchado de sangre el cual resultó ser la cabeza decapitada del duque, provocando que Jeanne se desmayase al verla.

### Encarcelamiento, juicio y ejecución

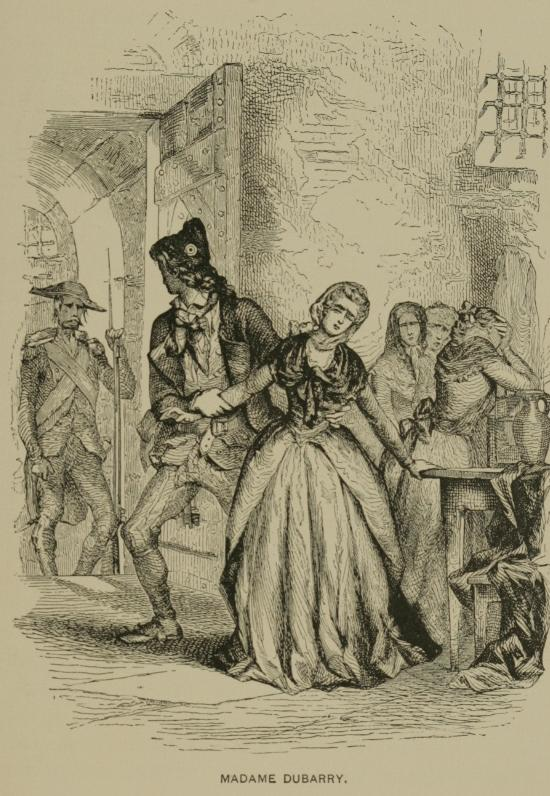
Retrato de Madame du Barry siendo conducida al cadalso, por Tighe Hopkins (1897).

En 1789 cuidó, indistintamente, a los heridos republicanos y monárquicos tras los primeros motines de la Revolución. A este respecto, recibió una carta de María Antonieta agradeciéndole los cuidados prestados a los partidarios de la monarquía. Su pasado, a los ojos de los republicanos, la hacía sospechosa, si bien Jeanne había mostrado públicamente su aprobación a los cambios políticos, aunque se desconoce si lo hizo con convicción o por temor ante el rumbo que estaban tomando los acontecimientos. Durante una de sus estancias en Londres, ciudad a la que viajó con frecuencia durante la Revolución, du Barry se vistió de luto riguroso tras conocer la muerte de Luis XVI, según testimonios vertidos por espías republicanos.
El antiguo esclavo de du Barry, Zamor, se había unido, al igual que otros antiguos miembros del servicio doméstico de Jeanne, al club jacobino. Zamor se convirtió en seguidor del revolucionario George Grieve y, posteriormente, en empleado al servicio del Comité de Salvación Pública. Du Barry, quien tenía conocimiento de este hecho, interrogó a Zamor sobre su relación con Grieve. Tras advertir lo profundo de sus sentimientos revolucionarios, Jeanne le dio tres días de plazo para renunciar a su puesto como miembro de su servicio doméstico. Zamor renunció de inmediato, procediendo poco después a denunciarla ante el Comité. 
Con base en el testimonio de Zamor, du Barry era sospechosa de ayudar económicamente a los emigrados que habían huido de la Francia revolucionaria. La denuncia de Zamor tuvo lugar en 1792, siendo Jeanne arrestada en 1793. Cuando el Tribunal Revolucionario de París la acusó de traición y la condenó a muerte, du Barry intentó, en vano, salvar su vida revelando los lugares en que se hallaban ocultas varias gemas de su propiedad (parte de sus joyas habían sido robadas en 1791, por lo que Jeanne había tomado la precaución de esconder las que le quedaban). El testimonio de Zamor supuso la condena a muerte no solo de du Barry, sino de muchos otros encarcelados.
El 8 de diciembre de 1793, Jeanne fue ejecutada en la guillotina en la plaza de la Revolución (actual plaza de la Concordia). Durante el trayecto hasta el cadalso se derrumbó en el interior de la carreta en la que era transportada, gritando entre lágrimas: «¡Vais a hacerme daño! ¿Por qué?». Aterrada, du Barry imploró clemencia y suplicó ayuda a la multitud. Sus últimas palabras, dirigidas al verdugo, fueron: «¡Piedad, señor verdugo, un momento más!». Tras la ejecución, sus restos fueron enterrados en el cementerio de la Magdalena al igual que los de otras víctimas de la guillotina, como Luis XVI y María Antonieta.
Pese a que sus propiedades pasaron a manos del Tribunal de París, las joyas que du Barry había sacado de Francia y depositado en Inglaterra fueron vendidas en Londres por la casa de subastas Christie's en 1795. El coronel Johann Keglevich, hermano del alcalde Stephan Bernhard Keglevich, tomó parte en la batalla de Maguncia con la ayuda de soldados hessianos los cuales fueron financiados por el Imperio Británico con la venta de estas joyas.

## Representaciones en medios
Madame du Barry posee un destacado papel en los primeros capítulos del manga y anime La Rosa de Versalles, de Riyoko Ikeda.

### En el cine
| Año  | Película                          | Director           | Actriz          |
| ---- | --------------------------------- | ------------------ | --------------- |
| 1915 | DuBarry                           | Edoardo Bencivenga | Leslie Carter   |
| 1917 | Madame du Barry                   | J. Gordon Edwards  | Theda Bara      |
| 1919 | Madame du Barry                   | Ernst Lubitsch     | Pola Negri      |
| 1930 | Du Barry, Mujer de Pasión         | Sam Taylor         | Norma Talmadge  |
| 1934 | Madame Du Barry                   | William Dieterle   | Dolores del Río |
| 1935 | I Give My Heart                   | Marcel Varnel      | Gitta Alpar     |
| 1943 | Du Barry era una Dama             | Roy Del Ruth       | Lucille Ball    |
| 1954 | Madame du Barry                   | Christian-Jaque    | Martine Carol   |
| 1956 | María Antonieta, reina de Francia | Jean Delannoy      | Anne Carrère    |
| 1975 | Marie-Antoinette                  | Guy-André Lefranc  | Martine Carol   |
| 2006 | María Antonieta                   | Sofia Coppola      | Asia Argento    |
| 2023 | Jeanne du Barry                   | Maïwenn            | Maïwenn         |